# Car Talk

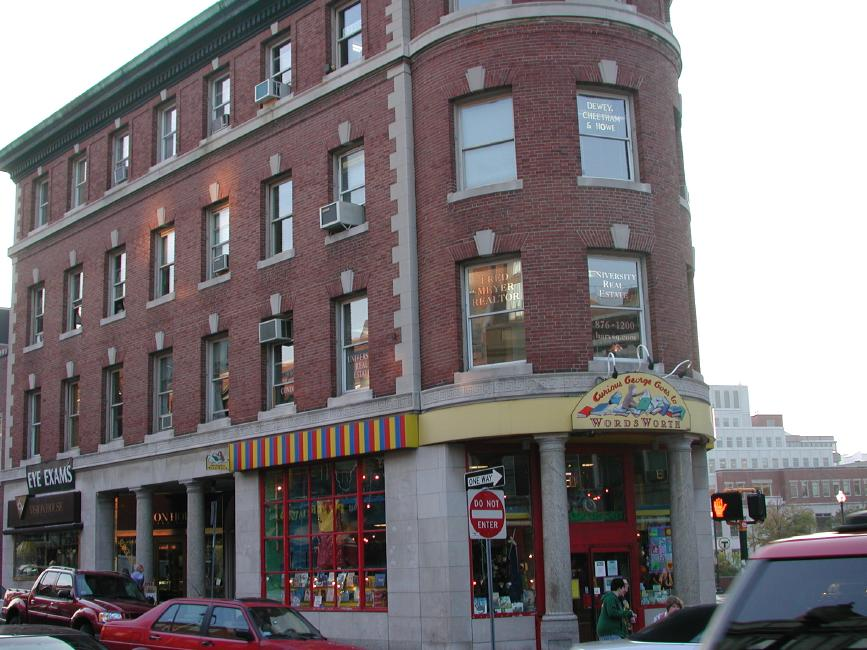
Siège de l'émission Car Talk à Cambridge dans le Massachusetts.

Car Talk est une émission de radio hebdomadaire américaine diffusée depuis 1977 sur le réseau de radiodiffusion public NPR. Animée depuis sa création par les frères Tom et Ray Magliozzi, connus à l'antenne sous les noms de « Click et Clack » ou de « Tappet Brothers », l'émission aborde, sous un angle humoristique, le thème de l'automobile et de la réparation mécanique.
L'émission est réalisée dans les studios de WBUR, la principale et plus importante antenne de NPR dans la région de Boston, dans l'État du Massachusetts.
Les frères Magliozzi ayant pris leur retraite dans le courant de l'année 2012, NPR ne diffuse depuis cette date que des rediffusions.